# روبين راميريز (لاعب كرة قدم)
روبين راميريز (بالإسبانية: Rubén Alejandro Ramírez Dos Ramos) (18 أكتوبر 1995 بكاراكاس في فنزويلا - ) هو لاعب كرة قدم فنزويلي في مركز قلب الدفاع. لعب مع فورتونا سيتارد ونادي كاراكاس ونادي كارابوبو وDeportivo Anzoátegui S.C. ‏ وEstudiantes de Caracas S.C. ‏ وDeportivo La Guaira F.C. ‏ وAtlético Venezuela C.F. ‏.

## وصلات خارجية
- روبين راميريز على موقع قاعدة بيانات كرة القدم.إي يو (الإنجليزية)
- روبين راميريز على موقع Soccerway.com (الإنجليزية)